# Saint-Sébastien-de-Morsent
Saint-Sébastien-de-Morsent település Franciaországban, Eure megyében. Lakosainak száma 5508 fő (2022. január 1.). Saint-Sébastien-de-Morsent Caugé, Parville, Évreux, Arnières-sur-Iton, Aulnay-sur-Iton és La Bonneville-sur-Iton községekkel határos.

## Népesség
A település népessége az elmúlt években az alábbi módon változott:
| Lakosok száma | 1252 | 4626 | 4181 | 4308 | 5167 | 5638 | 5697 | 5594 | 5561 | 5508 |
|               | 1968 | 1982 | 1990 | 2006 | 2013 | 2015 | 2017 | 2019 | 2020 | 2022 |